# Rádio Catedral
Rádio Catedral FM é uma emissora de rádio brasileira da cidade do Rio de Janeiro (com outorga em São Gonçalo). Seu dial é os 106,7 MHz em FM. Está situada no bairro da Glória, no Rio de Janeiro.
Voltada ao público católico, é a emissora oficial da Arquidiocese do Rio de Janeiro.

## História
A Rádio Catedral foi autorizada a operar em 106,7 kHz em 1990, com uma outorga na cidade de São Gonçalo. Foi inaugurada oficialmente no dia 8 de dezembro de 1992, pelo cardeal Dom Eugênio Sales, que leu uma carta do Papa João Paulo II no qual o pontífice enviou uma bênção apostólica. O governador Leonel Brizola também esteve presente.
Foi a primeira FM católica na cidade, que já contava com a Rádio Carioca na faixa em AM sendo cuidada pelos padres paulinos.
Em seus primeiros anos, a Rádio Catedral tocava música popular convencional, o que provocava algumas intervenções da Arquidiocese do Rio de Janeiro em relação aos conteúdos das canções. Em 1993, Dom Eugênio Sales proibiu a execução de músicas baianas, especialmente de Daniela Mercury, por achar que tais ritmos traziam apologia ao sexo. No mesmo ano, a emissora recebeu convites para os shows de Madonna no Maracanã que seriam distribuídos aos ouvintes, mas devolveu os ingressos e se recusou a executar músicas da cantora na programação.
A Rádio Catedral foi usada para auxiliar na transmissão dos grandes eventos católicos acontecidos no Rio de Janeiro. Durante a visita do Papa João Paulo II, em 1997, o sinal da emissora foi disponibilizado para que o público pudesse ouvir a tradução dos eventos.
Em 2013, na ocasião da Jornada Mundial da Juventude, no Rio de Janeiro, o estúdio da Rádio Catedral recebeu a visita do Papa Francisco. Na época, o pontífice enviou uma mensagem sobre os temas que envolviam a JMJ e da importância de uma emissora de orientação católica.
Durante a Jornada Mundial da Juventude de 2013, a Rádio Catedral foi a emissora oficial para a prestação de serviços ao peregrino. A emissora foi a geradora de conteúdo para 900 emissoras do Brasil e da América Latina. O peregrino também pôde ouvir as transmissões em seus próprios idiomas em transmissões feitas em inglês, espanhol, alemão, italiano, francês e polonês com frequências que podiam ser captadas em Copacabana e Guaratiba (não utilizada após a decisão em mover a vigília e a missa final também para Copacabana).

Em 2021, a emissora inaugurou seu novo transmissor para modernizar suas transmissões.